# Жар (Ленинградская область)
Жар — деревня в Горском сельском поселении Тихвинского района Ленинградской области.

## История
Деревня Жар упоминается на «Специальной карте западной части России» Ф. Ф. Шуберта 1844 года.

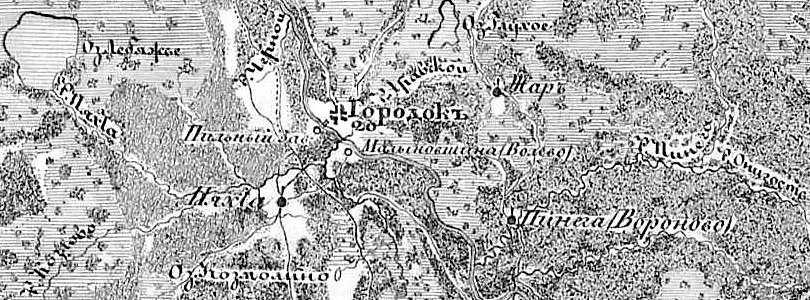
Деревня Жар на карте 1847 года

ЖАР — деревня Городинского общества, Пашекожельского прихода.

Крестьянских дворов — 15. Строений — 37, в том числе жилых — 27.

Число жителей по семейным спискам 1879 г.: 40 м. п., 38 ж. п.; по приходским сведениям 1879 г.: 34 м. п., 37 ж. п.

В конце XIX века деревня относилась к Новинской волости 2-го стана, в начале XX века — к Новинской волости 1-го земского участка 1-го стана Тихвинского уезда Новгородской губернии.

ЖАР — деревня Городецкого общества, дворов — 19, жилых домов — 36, число жителей: 57 м. п., 66 ж. п. 

Занятия жителей — земледелие, лесные заработки. Пруды. (1910 год)

С 1917 по 1918 год деревня Жар входила в состав Новинской волости Тихвинского уезда Новгородской губернии.
С 1918 года в составе Череповецкой губернии.
С 1924 года в составе Прогальской волости.
С 1927 года в составе Городокского сельсовета Тихвинского района.
В 1928 году население деревни Жар составляло 152 человека.
Согласно карте Ленинградской области Северо-западного аэрогеодезического треста ГГУ издания 1932 года деревня насчитывала 16 крестьянских дворов.
По данным 1933 года деревня называлась Жары и входила в состав Городокского сельсовета.
В 1961 году население деревни Жар составляло 68 человек.
По данным 1966 и 1973 годов деревня Жар входила в состав Городокского сельсовета.
По данным 1990 года деревня Жар входила в состав Горского сельсовета.
В 1997 году в деревне Жар Горской волости проживали 13 человек, в 2002 году — 12 человек (все русские).
В 2007 году в деревне Жар Горского СП проживали 18 человек, в 2010 году — 3.

## География
Деревня расположена в западной части района к северу от автодороги 41К-934 (Новый — Городок).
Расстояние до административного центра поселения — 17 км.
Расстояние до ближайшей железнодорожной станции Тихвин — 40 км.
Деревня находится близ правого берега реки Паша, к северу от деревни протекает Поджар ручей.

## Демография
| 1879 | 1910 | 1928 | 1961 | 1997 | 2002 | 2007 |
| ---- | ---- | ---- | ---- | ---- | ---- | ---- |
| 78   | ↗123 | ↗152 | ↘68  | ↘13  | ↘12  | ↗18  |
| 2010 | 2017 |      |      |      |      |      |
| ↘3   | ↘2   |      |      |      |      |      |

### Национальный состав
Согласно данным Всероссийской переписи населения 2021 года в деревне проживали 3 человека, все русские.

## Улицы
Полевая.